# Cymosafia
Cymosafia là một chi bướm đêm thuộc họ Noctuidae.